# Icy (Kim Petras)
Icy è un singolo della cantante tedesca Kim Petras contenuto nel suo primo album in studio, Clarity.

## Descrizione
Seconda traccia del primo album in studio, nonché album di debutto della cantante, Icy è stato prodotto da Vaughn Oliver, Theron Thomas, Aaron Joseph e Dr. Luke. Musicalmente è stato descritto come un brano prevalentemente pop, con dei riverberi Hip Hop e Rap. Tale brano ricorda molto la sfera emo, da cui l'intero album ha preso ispirazione.

## Pubblicazione e video musicale

### Pubblicazione
Petras ha pubblicato il brano sul suo canale YouTube il 28 giugno 2019 con un video lyrics e visualizer.

### Video musicale
Il 15 ottobre 2019, è stato reso disponibile il video musicale del brano. Il videoclip è composto da diverse scene che raffigurano la cantante in movenze sensuali e provocanti. Il punto principale del video è il raffigurare il ghiaccio e il freddo.

## Formazione

### Musicisti
Kim Petras – voce

### Produzione
Vaughn Oliver – produzione
Aaron Joseph – produzione
Dr. Luke – produzione

## Tracce
1. Icy (testo: Andrew Williams, Carl Thomas, John Hall, Nick Whitecross, George Stewart, Paul Roberts, Russel Morgan, Anton Powers – musica: Vaughn Oliver, Aaron Joseph, Dr. Luke)